# Variscit
Variscit (auch Variszit) ist ein Mineral aus der Mineralklasse der „Phosphate, Arsenate und Vanadate“ mit der chemischen Zusammensetzung Al[PO4]·2H2O und ist damit chemisch gesehen ein wasserhaltiges Aluminiumorthophosphat.
Variscit kristallisiert im orthorhombischen Kristallsystem und kommt überwiegend in Form knolliger, traubiger oder massiger Mineral-Aggregate und krustiger Überzüge vor. Selten bildet er auch isometrische, pseudo-oktaedrische Kristalle bis etwa 1,5 mm Größe. In reiner Form ist das Mineral durchsichtig und farblos. Meist nimmt es durch Fremdbeimengungen jedoch eine grünliche, blaugrüne und selten auch rote Farbe an und kann zudem von brauner Matrix durchsetzt sein. Die Strichfarbe ist jedoch immer weiß. Mit einer Mohshärte von 4,5 gehört Variscit noch zu den weichen Mineralen, das sich leicht mit einem Messer ritzen lässt.

## Etymologie und Geschichte

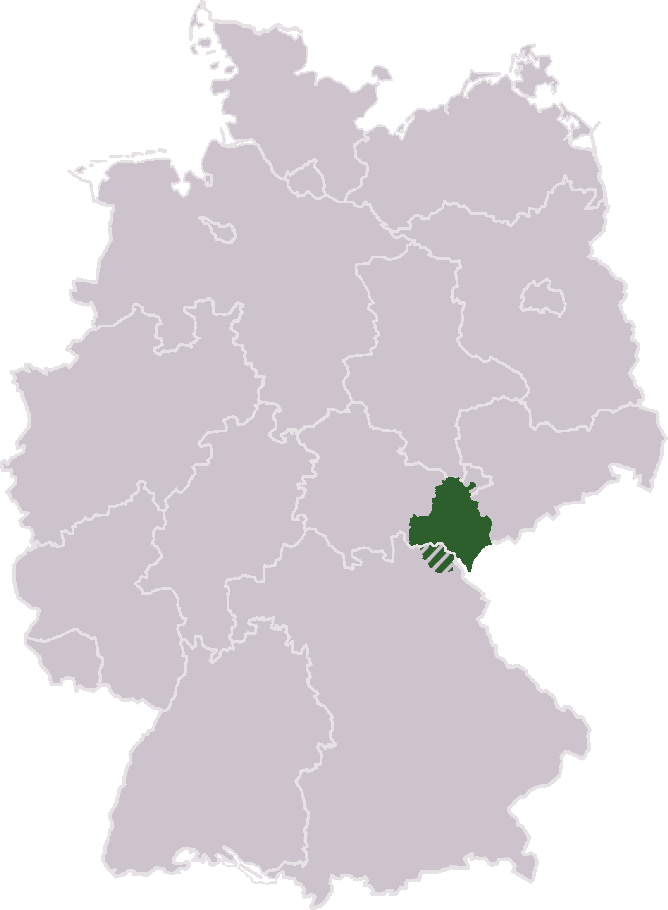
Das Vogtland zwischen Sachsen und Franken, Thüringen und Böhmen

Der Name des Minerals leitet sich von Variscia, dem lateinischen Namen des Vogtlandes ab, wo es 1837 erstmals von dem deutschen Mineralogen August Breithaupt beschrieben wurde. Benannt hatte es Breithaupt bereits zwei Jahre vorher, als er schrieb:

„Das Mineral von Mosbach im Voigtlande, nicht das von Oelsnitz welches für Kalait ausgegeben worden, nenne ich nun Variszit, nachdem ich es als eine besondere Spezies erkannt habe. Enthält auch Phosphorsäure.“

Das Typmaterial des Minerals wird in der Mineralogischen Sammlung der Technischen Universität Bergakademie Freiberg (TU-BA) unter den Katalog-Nummern 21218, 21219, 21220 und 21221 (Sammlung Rötler, 1830) aufbewahrt.

## Klassifikation
Bereits in der veralteten 8. Auflage der Mineralsystematik nach Strunz gehörte der Variscit zur Mineralklasse der „Phosphate, Arsenate und Vanadate“ und dort zur Abteilung „Wasserhaltige Phosphate, Arsenate und Vanadate ohne fremde Anionen“, wo er gemeinsam mit Mansfieldit, Skorodit und Strengit in der „Variscit-Reihe“  mit der Systemnummer VII/C.05b steht.
Im zuletzt 2018 überarbeiteten „Lapis-Mineralienverzeichnis“, das sich im Aufbau noch nach der alten Form der Systematik von Karl Hugo Strunz richtet, erhielt das Mineral die System- und Mineralnummer VII/C.09-050. In der „Lapis-Systematik“ entspricht dies ebenfalls der Abteilung „Wasserhaltige Phosphate, ohne fremde Anionen“, wo Variscit zusammen mit Kolbeckit, Koninckit, Malhmoodit, Mansfieldit, Metavariscit, Paraskorodit, Phosphosiderit, Skorodit, Strengit und Yanomamit die „Variscitgruppe“ mit der Systemnummer VII/C.09 bildet.
Auch die von der International Mineralogical Association (IMA) zuletzt 2009 aktualisierte 9. Auflage der Strunz’schen Mineralsystematik ordnet den Variscit in die Abteilung „Phosphate usw. ohne zusätzliche Anionen; mit H2O“ ein. Diese ist allerdings weiter unterteilt nach der relativen Größe der beteiligten Kationen und dem Stoffmengenverhältnis vom Phosphat-, Arsenat- bzw. Vanadat-Komplex zum Kristallwassergehalt, so dass das Mineral entsprechend seiner Zusammensetzung in der Unterabteilung „Mit ausschließlich mittelgroßen Kationen; RO4 : H2O = 1 : 2“ zu finden ist, wo es zusammen mit Mansfieldit, Redondit (Q), Skorodit, Strengit und Yanomamit die „Variscitgruppe“ mit der Systemnummer 8.CD.10 bildet.
In der vorwiegend im englischen Sprachraum gebräuchlichen Systematik der Minerale nach Dana hat Variscit die System- und Mineralnummer 40.04.01.01. Das entspricht ebenfalls der Klasse der „Phosphate, Arsenate und Vanadate“ und dort der Abteilung „Wasserhaltige Phosphate etc.“. Hier findet er sich innerhalb der Unterabteilung „Wasserhaltige Phosphate etc., mit A3+XO4 × x(H2O)“ in der „Variscitgruppe“, in der auch Strengit, Skorodit, Mansfieldit und Yanomamit eingeordnet sind.

## Chemismus
In der theoretisch idealen, das heißt stoffreinen Zusammensetzung von Variscit (Al[PO4]·2H2O) besteht das Mineral im Verhältnis aus je einem Aluminiumatom (Al3+) und einem Phosphation ((PO4)3−, bestehend aus einem Phosphor- und vier Sauerstoffatomen) sowie zwei Teilen Wasser (H2O). Dies entspricht einem Massenanteil (Gewichts-%) der Atome von 17,08 Gew.-% Al, 19,61 Gew.-% P, 60,76 Gew.-% O und 2,55 Gew.-% H oder in der Oxidform 32,27 Gew.-% Al2O3, 44,92 Gew.-% P2O5 und 22,81 Gew.-% H2O.
In natürlichen Mineralproben aus dem Bergbau-Bezirk Lucin im Box Elder County des US-Bundesstaates Utah konnten zusätzlich geringe Fremdbeimengungen an Vanadium (0,32 Gew.-% V2O5), Chrom (0,18 Gew.-% Cr2O3) Eisen (0,06 Gew.-% Fe2O3) gemessen werden.
Mit dem ebenfalls orthorhombisch kristallisierenden, wasserhaltigen Eisen(III)-phosphat Strengit bildet Variscit eine lückenlose Mischkristallreihe.

## Kristallstruktur
Variscit kristallisiert isotyp mit Skorodit in der orthorhombischen Raumgruppe Pcab (Raumgruppen-Nr. 61, Stellung 2) mit den Gitterparametern a = 9,82 Å; b = 9,63 Å und c = 8,56 Å sowie 8 Formeleinheiten pro Elementarzelle.
In der Kristallstruktur von Variscit ist Aluminium oktaedrisch von je sechs Sauerstoffatomen umgeben (koordiniert, Al[6]), wobei jeweils zwei dieser Sauerstoffatome Teil eines Wassermoleküls sind. Über gemeinsam genutzte Ecken sind die Al-Oktaeder mit den Phosphat-Tetraedern verbunden und bilden dadurch ein dreidimensionales Netzwerk. Wasserstoffbrückenbindungen sorgen für eine zusätzliche Stabilität des Netzwerks.
| Kristallstruktur von Variscit |
| - mit Blickrichtung parallel zur a-Achse - mit Blickrichtung parallel zur b-Achse - mit Blickrichtung parallel zur b-Achse - in der kristallographischen Standardausrichtung - Größerer Ausschnitt der Struktur als „Polyeder-Modell“ |
| Farbtabelle: _ Al 0 _ P 0 _ O 0 _ H |

## Modifikationen und Varietäten
Die Verbindung Al[PO4]·2H2O ist dimorph und kommt in der Natur neben dem orthorhombischen Variscit noch als monokliner Metavariscit vor. Das wasserfreie Aluminiumorthophosphat ist in der Natur als Mineral Berlinit zu finden.
Als Amatrix (auch American matrix oder Variscitquarz) wird eine Varietät des Variscit bezeichnet, die innig mit Quarz verwachsen ist.
Weitere mögliche Variscit-Varietäten sind Callainit sowie Bolivarit und der eisenhaltige Redondit, wobei letztere allerdings bei der IMA noch als fragliche (Q) Minerale geführt werden (Stand 2024).

## Bildung und Fundorte
Variscit bildet sich als sekundäres Mineral durch direkte Ablagerung bei der Reaktion von phosphathaltigen Oberflächengewässern mit Gesteinen, die einen hohen Aluminiumgehalt aufweisen. Das Mineral ist dabei oft mit weißen bis gelben Adern von Crandallit durchzogen, kommt aber auch mit Carbonat-Fluorapatit, Gordonit, Goyazit, Kolbeckit, Millisit, Montgomeryit, Overit und Wardit vergesellschaftet vor.
Als eher seltene Mineralbildung kann Variscit an verschiedenen Fundorten zum Teil zwar reichlich vorhanden sein, insgesamt ist er aber wenig verbreitet. Weltweit sind bisher rund 330 Fundstätten dokumentiert (Stand: 2021). Neben seiner Typlokalität Vogtland trat das Mineral in Deutschland noch im Fichtelgebirge und der Oberpfalz in Bayern; im Odenwald und an mehreren Fundorten im Lahn-Dill-Kreis in Hessen; im Sauerland in Nordrhein-Westfalen; bei Chemnitz, im Erzgebirge und der Oberlausitz in Sachsen sowie bei Gera und Zeulenroda in Thüringen auf.
In Österreich fand man Variscit bisher nur in einem Graphit-Steinbruch bei Amstall und Trandorf in der Marktgemeinde Mühldorf in Niederösterreich sowie bei Mixnitz in der Gemeinde Pernegg an der Mur und am Brandberg bei Sankt Peter-Freienstein im Bezirk Leoben in der Steiermark.
Erwähnenswert aufgrund außergewöhnlicher Variscitfunde ist unter anderem der Clay Canyon bei Fairfield im US-Bundesstaat Utah, wo grünliche Knollen von bis zu 30 cm Durchmesser gefunden wurden.
Weitere Fundorte sind Argentinien, Brasilien, Australien, Belgien, Bolivien, Brasilien, Bulgarien, Kap Verde, China, die Demokratische Republik Kongo, Frankreich, Iran, Irland, Italien, Japan, Kanada, Kasachstan, Kirgisistan, Kolumbien, Malaysia, Mexiko, Mosambik, Namibia, Polen, Portugal, Ruanda, Rumänien, Russland, Schweden, Senegal, Slowakei, Spanien, Südafrika, Tschechien, Ungarn, Uruguay, Usbekistan, Venezuela, das Vereinigte Königreich (Großbritannien) und die Vereinigten Staaten.
Auch in Gesteinsproben des Pazifischen Ozeans, genauer in der Nähe der Clipperton-Insel konnte Variscit nachgewiesen werden.

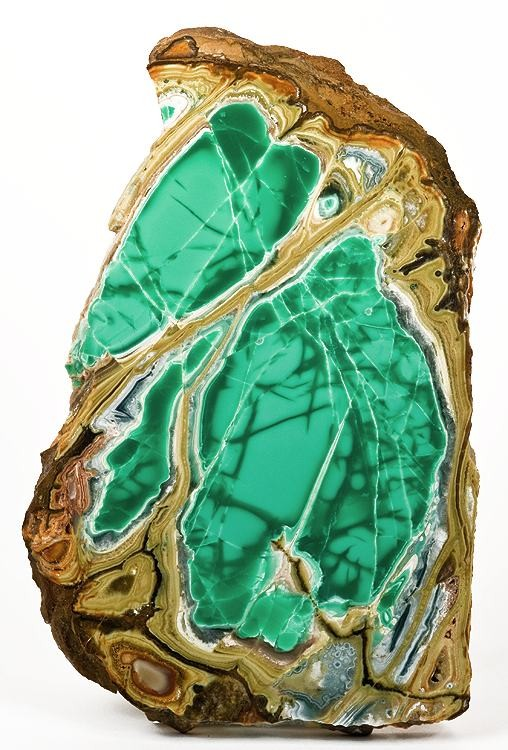
Poliertes grünliches Variscit-Aggregat in Matrix aus der Little Green Monster Variscite Mine, Fairfield, Utah County, USA
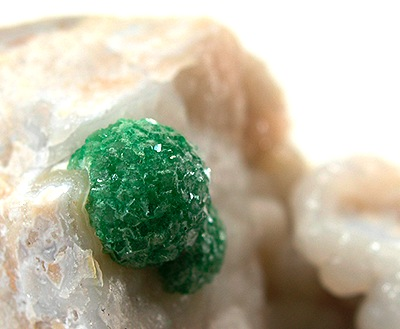
Seltenere Ausbildung von kugelig kristallisiertem Variscit aus Itumbiara, Brasilien
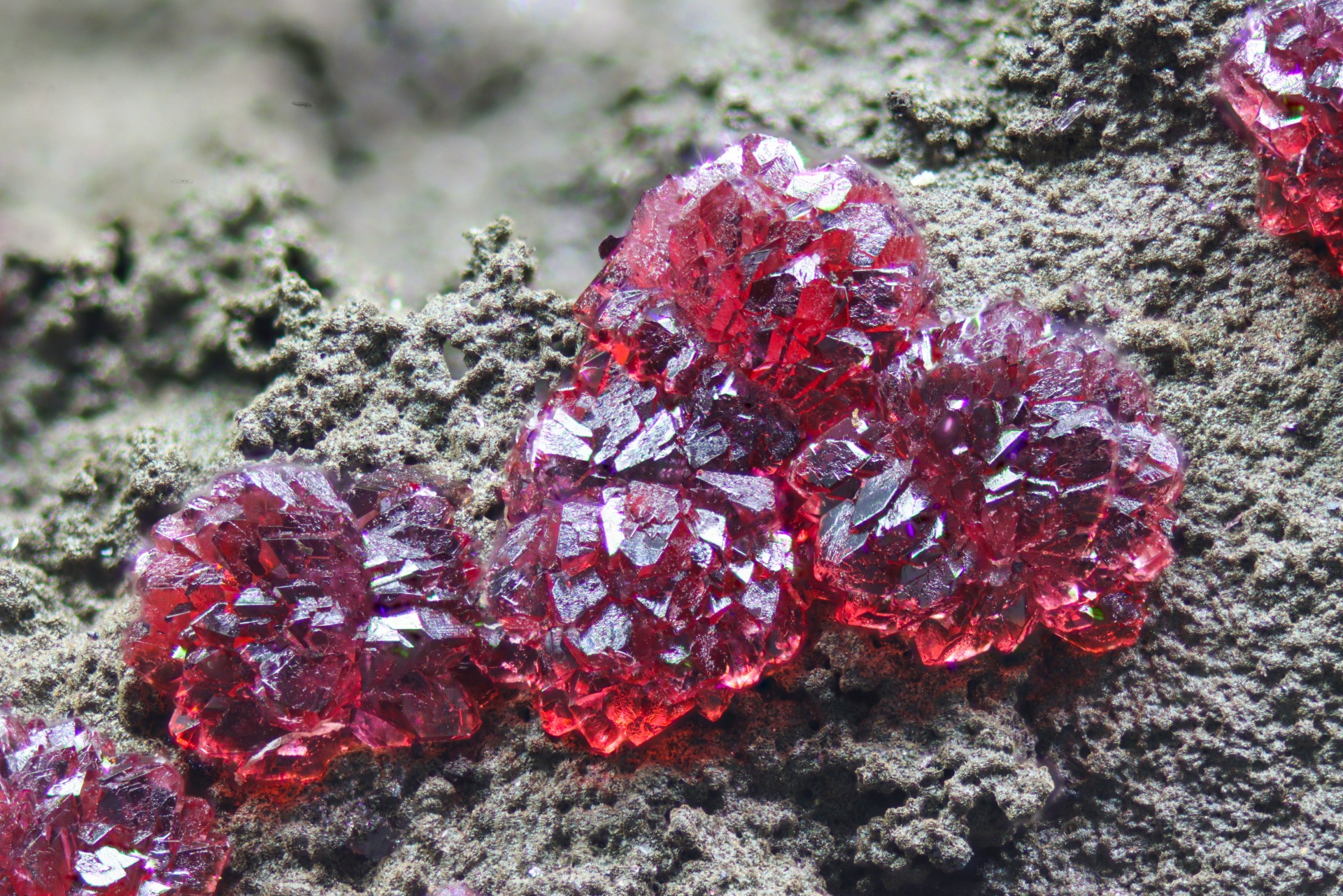
Seltene, rote Variscitkristalle aus der Iron Monarch Mine, Südaustralien
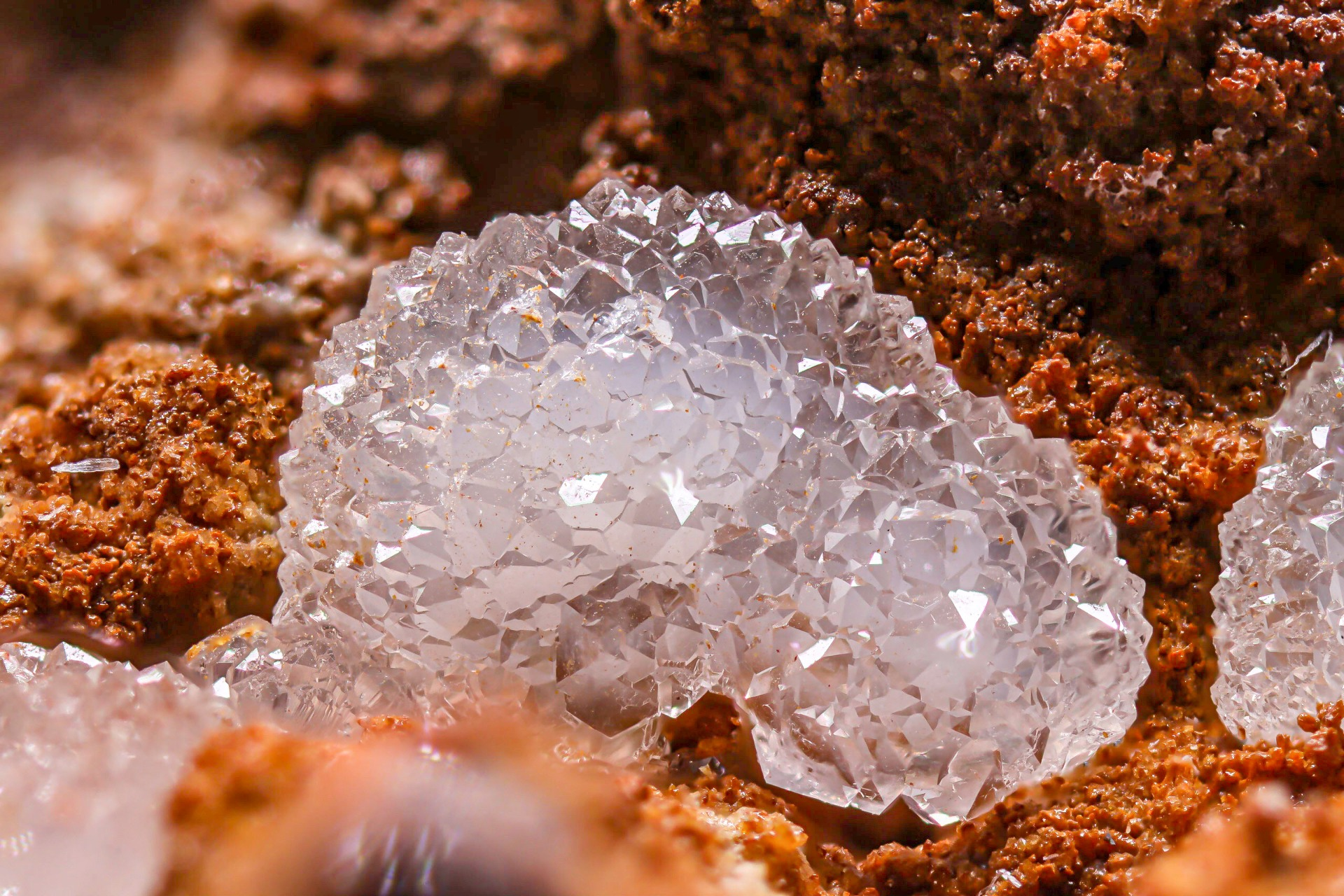
Sehr seltene, farblose Variscitkristalle aus der gleichen Mine

## Verwendung als Schmuckstein

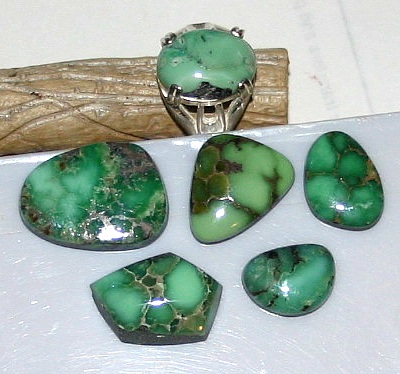
Variscit als Schmuckstein

Trotz seiner relativ geringen Härte und seiner Sprödigkeit wird Variscit aufgrund seines oft lebhaften Farbenspiels gerne zu Schmucksteinen verarbeitet, zumal er anderen wertvollen Schmucksteinen wie Chrysokoll, Jade und Türkis sehr ähnlich sehen kann. Ist Variscit mit braunen bis schwarzen Äderchen (Matrix) durchzogen, kann er auch mit dem begehrten Matrix-Türkis verwechselt werden.
Variscit wird entweder zu Cabochonen oder Lagensteinen verarbeitet und wird gelegentlich unter den irreführenden Handelsbezeichnungen „Australien Türkis“, „Kalifornischer Türkis“, „Nevada Türkis“, „Utah Türkis“ oder „Utalith“ angeboten.